# 天才推理 IQ探偵シリーズ
『天才推理 IQ探偵シリーズ』(てんさいすいり アイキューたんていシリーズ) は深沢美潮によるポプラカラフル文庫から刊行されている児童文学のシリーズ。『IQ探偵ムー』と『IQ探偵タクト』がある。両方あわせて「IQ探偵シリーズ」と言われる。本項目では、両方の作品について触れる。

## 概要
両作品ともポプラカラフル文庫から刊行されており、「カラフル文庫アンソロジー ヒント?」・「WEBヒント?」や朝日小学生新聞で連載されたものが収録されている。
IQ探偵ムーの舞台は「銀杏が丘市」、IQ探偵タクトの舞台は、銀杏が丘市の隣町である「楓町」。
また、2017年8月現在、両作品で1回ずつコラボ作品を上下巻で出している。イラストは「ムー」名義の時は山田J太、「タクト」名義の時は迎夏生。

## IQ探偵ムー

### あらすじ
ある春の日、突風が巻き起こり、そこにいたのは、一人の少女だった。その後、その子が校舎の中に入り、銀杏が丘第一小学校に美少女・茜崎夢羽が転校してきた。その日の午後、教室の壁に貼ってあった絵がなくなり、大騒ぎになる。そのとき彼女が、絵の行方について推理をはじめた。

### 主な登場人物

#### 主要人物
茜崎 夢羽 (あかねざき むう)
小学5年生。春の嵐が吹き荒れたある日、突風とともに、銀杏が丘第一小学校の杉下元と江口瑠香のクラスに転校してきた謎の美少女。常に冷静沈着。人付き合いが少々悪く、誤解を受けやすい。運動神経が良く、頭もいい。いろいろな事が得意なため、天才ともいえる。授業中は堂々と居眠りをするが、森亜亭という、知り合いの絡む事件を見事に解決している。両親は同居しておらず、サーバルキャットのラムセスという大型猫と塔子おばさんと共に住んでいる。なぞなぞが好き。いつもはポーカーフェイスで表情から気持ちを読み取ることはできないが常にそうだというわけでもなく、微笑んだり顔を赤くして恥ずかしがることもある。あまり自分を主張せず何かをするときも消極的であることが多い。母はシアトルにいる。
杉下 元 (すぎした げん)
小学5年生。好奇心が旺盛。推理小説や冒険ものが大好きな少年。幽霊やおばけには弱い。夢羽とは隣の席で、夢羽のことが気になって仕方ない。なぞなぞが大好き。妹がいる。夢羽のことは普段「茜崎」と呼んでいるが、まれに「夢羽」と呼ぶこともある。
江口 瑠香 (えぐち るか)
小学5年生。元とは保育園のころからの幼なじみ。クラスで唯一、夢羽を名前で呼び捨てにできる大物。素直で正義感も強い。活発で人気もある。毎回おしゃれな恰好をしている。一人っ子。

#### 5年1組の生徒
夢羽、元、瑠香のクラスメイト。生徒数26人中25人が登場する。
小林 聖二 (こばやし せいじ)
クラス一の秀才・美男子で、運動も得意な上、性格がすごくいい。
大木 登 (おおき のぼる)
食いしん坊で体格がでかく、身長は165cmで、体重は80kg。元と仲がいい。
河田 一雄 (かわだ かずお)、島田 実 (しまだ みのる)、山田 一 (やまだ はじめ)
全員で「バカ田トリオ」(バカだトリオ) と言われていて、本人たちも自称することがある。河田は5年1組の委員長。
末次 要一 (すえつぐ よういち)
塾ばかりに行ってて人付き合いが悪い。通称「ガリ勉」。
高橋 冴子 (たかはし さえこ)
瑠香とは仲が良い。髪の毛を二つ結びにしている。絵が上手い。
吉田 大輝 (よしだ たいき)
不登校だったが、「自転車泥棒と探偵団」以降は徐々に登校するようになった。バカ田トリオと気が合う。女の子のような容姿。勉強は出来る。
その他の生徒
- 内田 里江 (うちだ りえ)
- 金崎 まるみ (かねざき まるみ)
- 木田 恵理 (きだ えり)
- 久保 さやか (くぼ さやか)
- 栗林 素子 (くりばやし もとこ)
- 桜木 良美 (さくらぎ よしみ)
- 高瀬 成美 (たかせ なるみ)
- 水原 久美 (みずはら くみ)
- 三田 佐恵美 (みた さえみ)
- 目黒 裕美 (めぐろ ひろみ)
- 佐々木 雄太 (ささき ゆうた)
- 竹内 徹 (たけうち とおる)
- 溝口 健 (みぞぐち けん)
- 安山 浩 (やすやま ひろし)

#### 5年2組の生徒
守口 秀生 (もりぐち ひでお)
10歳。親が共働きのため、料理や洗濯ができる。
その他の生徒
- 光谷 瑛里沙 (みつや えりさ)
- 西条 茉莉 (さいじょう まり)
- 浜田 瀬利奈 (はまだ せりな)

#### 銀杏が丘第一小学校の先生
小日向 徹 (こひなた とおる)
5年1組の担任。通称「プー先生」で、その由来は「『クマのプーさん』のプーのような風貌から付いたという説と、よく『ぷー！』とおならをするから付いた説の2つがある」とある。
高科 めぐみ (たかしな めぐみ)
5年1組の隣のクラスの担任。若く元気な優しい性格だが、怒ると恐く、バカ田トリオ達も泣かされたことがある。
水谷 賢也 (みずたに けんや)
熱血体育教師。身長180cmくらい。低学年の生徒や、一部のお母さんには人気があるが、今の5年生たちはしっくりこないらしい。
三枝 (さえぐさ)
銀杏が丘第一小学校の校長。全校児童の名前を覚えている。名字ではなく下の名前で呼んでいる。そのため、校長先生というよりおばあちゃんのような人。

#### 家族・親戚・ペット
杉下 英助 (すぎした えいすけ)
元の父。
杉下 春江 (すぎした はるえ)
元の母。
杉下 亜紀 (すぎした あき)
小学二年生。元の妹。
ラムセス
夢羽が飼っているサーバル・キャット。頭がいい。いたずら好き。
塔子 (とうこ)/ユマ・ウィルキンソン
夢羽の叔母。スウェーデン人と日本人とのハーフ。
志崎 桂 (しざき かつら)
小林聖二の母方の祖母。 元や夢羽、大木もよく知っていて、来訪時には手作りのお菓子を振る舞ってくれる。
志崎 千恵子 (しざき ちえこ)
聖二の曾祖母 (ひいおばあさん)、桂の母。1949年に亡くなった。
小林 静馬 (こばやし しずま)
聖二の父。オーケストラの指揮者。渋沢拓斗の両親とは、音楽大学時代の友達。
小林 佐織 (こばやし さおり)
聖二の母。ピアニストで、静馬と共に海外公演へ行くことが多い。静馬と同じく、渋沢拓斗の両親とは、音楽大学時代の友達。
雪子 (ゆきこ)
聖二の伯母。作中の名前の由来は千恵子の作った歌から。
聡子 (さとこ)
聖二の従姉、雪子の娘。30歳以上。
静香 (しずか)
聖二の大伯母、桂の姉。
守口 正秀 (もりぐち まさひで)
秀生の父。
守口 生子 (もりぐち いくこ)
秀生の母。看護師。

#### その他
流羽・シュナイダー (ルウ・シュナイダー)
10歳。夢羽の幼なじみ。金髪に青い目のアメリカ人だが、流暢な日本語を話す。サンフランシスコ在住。素直で明るく、くったくのない性格で、フレンドリー。
森亞亭 (もりあてい)
夢羽のことを勝手にライバル視している謎のおじさん。夢羽をシャーロック・ホームズに例えている。名前はシャーロック・ホームズシリーズのジェームズ・モリアーティに由来する。
峰岸 愁斗 (みねぎし しゅうと)
背が高く、男性にしては長めの茶髪で27歳のイケメン刑事。子どもである夢羽たちの話であっても真剣に聞いてくれる。
内田 薫 (うちだ かおる)
短めの髪に切れ長の目の23歳の警官。
長井 (ながい)
ギンギン商店街の「ヤオナガ」の主人。
メアリ・シュナイダー
流羽の母。名前のみ登場。夢羽の母と仲がいい。

### 銀杏が丘市
銀杏が丘市 (いちょうがおかし) は、元たちが住む市。都心から電車で30分ほど離れたところにある郊外の町である。人口は約8万人で、特急は停まらないが急行は停まる。
元・瑠香・夢羽の家や銀杏が丘第一小学校は、市内の北側にある。

#### 銀杏が丘銀座
銀杏が丘市の駅前にある商店街。「銀杏が丘銀座」とはほとんど呼ばれておらず、通称である「ギンギン商店街」を使用することが多い。
夏は七夕の大きな笹、12月になるとクリスマスツリーを飾る。
八百長 (ヤオナガ)
長井の八百屋。商店街のほぼ中心にある。正式な店名は「八百長」だが、これだと「やおちょう」とも読めてしまうため、カタカナの名前を使っている。
レンガ軒 (レンガけん)
ヤオナガの並びにあるレンガ造りのレトロな洋食屋。この店のハンバーグやオムライスは、テレビで何度も取り上げられるほど有名。

#### 銀杏が丘第一小学校
駅から徒歩10分の場所にある、元たちの通う小学校。その隣には銀杏が丘第一中学校が建ってある。

### 既刊
2009年10月までジャイブ、11月よりポプラ社から刊行されている。愛蔵版も刊行されている。
1. そして、彼女はやってきた。(2004年11月18日 ISBN 978-4-591-14069-7)
2. 帰ってくる人形 (2005年3月18日 ISBN 978-4-86176-103-4)
3. アリバイを探せ! (2005年11月18日 ISBN 978-4-86176-184-3)
4. 飛ばない!? 移動教室〈上〉 (2006年1月15日 ISBN 978-4-86176-273-4)
5. 飛ばない!? 移動教室〈下〉 (2006年2月18日 ISBN 978-4-86176-279-6)
6. 真夏の夜の夢羽 (2006年8月27日 ISBN 978-4-86176-326-7)
7. あの子は行方不明 (2007年6月17日 ISBN 978-4-86176-402-8)
8. 秘密基地大作戦〈上〉 (2007年10月5日 ISBN 978-4-86176-441-7)
9. 秘密基地大作戦〈下〉 (2007年11月10日 ISBN 978-4-86176-456-1)
10. 時を結ぶ夢羽 (2008年7月10日 ISBN 978-4-86176-530-8)
11. 浦島太郎殺人事件 〈上〉 (2008年12月10日 ISBN 978-486176-597-1)
12. 浦島太郎殺人事件 〈下〉 (2009年1月10日 ISBN 978-4-86176-598-8)
13. 春の暗号 (2009年7月10日 ISBN 978-4-86176-679-4)
14. バカ田トリオのゆううつ (2009年12月10日 ISBN 978-4-591-11440-7)
15. ムーVSタクト! 江戸の夜に猫が鳴く 〈上〉 (2010年7月 ISBN 978-4-591-11965-5)
16. ムーVSタクト! 江戸の夜に猫が鳴く 〈下〉 (2010年8月 ISBN 978-4-591-11990-7)
17. 夢羽、マジシャンになる。〈上〉 (2011年3月 ISBN 978-4-591-12390-4)
18. 夢羽、マジシャンになる。〈下〉 (2011年4月 ISBN 978-4-591-12413-0)
19. 夢羽、海の家に行く。 (2011年7月 ISBN 978-4-591-12515-1)
20. 恋する探偵 (2012年2月7日 ISBN 978-4-591-12690-5)
21. 夢羽、脱出ゲームに挑戦! (2012年7月7日 ISBN 978-4-591-13003-2)
22. スケートリンクは知っていた (2012年12月 ISBN 978-4-591-13176-3)
23. マラソン大会の真実〈上〉 (2013年4月19日 ISBN 978-4-591-13415-3)
24. マラソン大会の真実〈下〉 (2013年4月19日 ISBN 978-4-591-13416-0)
25. 自転車泥棒と探偵団 (2013年10月8日 ISBN 978-4-591-13613-3)
26. ムーVS忍者! 江戸の町をあぶり出せ!? (2014年3月7日 ISBN 978-4-591-13925-7)
27. おばあちゃんと宝の地図 (2014年7月7日 ISBN 978-4-591-14069-7)
28. 勇者伝説?冒険のはじまり (2015年4月7日 ISBN 978-4-591-14482-4)
29. 絵画泥棒の挑戦状 (2015年9月7日 ISBN 978-4-591-14652-1)
30. ピー太は何も話さない (2016年3月7日 ISBN 978-4-591-14933-1)
31. 赤涙島の秘密 (2016年10月7日 ISBN 978-4-591-15166-2)
32. 元の夢、夢羽の夢 (2017年7月8日 ISBN 978-4-591-15450-2)
33. 夢羽、ホームズになる！＜上＞(2018年7月 ISBN 978-4-591-15913-2)
34. 夢羽、ホームズになる！＜下＞(2018年8月 ISBN 978-4-591-15951-4)
35. 夢羽のホノルル探偵団(2019年7月 ISBN 978-4-591-16321-4)
36. 踊る大運動会(2020年10月 ISBN 978-4-591-16789-2)
37. ミステリーハウスからの挑戦状(2021年1月 ISBN 978-4-591-16882-0)

## IQ探偵タクト

### あらすじ
私立小学校・楓陽館の6年生・渋沢拓斗は何度も不思議な事件を解決している天才少年。ある日、彼のクラスメイトが密室に閉じ込められる事件が起きた。彼は、同じ新聞部の折原未来と、次々と難事件を解決していく。

### 主な登場人物
渋沢 拓斗 (しぶさわ たくと)
小学6年生。新聞部所属。何度も不思議な事件を解決している天才少年で、年下である未来に対しても敬語を使う。一つの事に集中すると、まわりがなにも見えなくなってしまう。ウサギが苦手なのだが、未来のクラスで飼っているウサギのウサピョンに好かれている。身長は170cm程。親戚にイギリス人がいる。「銀杏が丘に住んでいる夢羽という天才少女との対決もあるのでは」と噂されている。両親は音楽家で、小林聖二の両親とは音楽大学時代の友達。また、母はファッションモデルをしている。
折原 未来 (おりはら みく)
楓町に住む小学5年生。新聞部所属拓斗に憧れていて気になっている。ロングヘアーをばっさり切りショートカットにした。今は、ショートカットに似合うようにと買ってもらった、クローバーのついたカチューシャがお気に入り。パソコンが苦手。拓斗のいる新聞部に入ったのは、父が子供向けの新聞会社に勤めているため。料理上手の兄 (龍一) の作る、土星カレーが大好き。占いにはまっている。
折原 龍一 (おりはら りゅういち)
未来の兄。料理が得意。

### 既刊
2009年10月までジャイブ、11月よりポプラ社から刊行されている。愛蔵版も刊行されている。
1. 密室小学校 (2006年10月15日 ISBN 978-4-86176-346-5)
2. ダンジョン小学校 (2007年7月16日 ISBN 978-4-86176-411-0)
3. 桜の記憶 (2008年7月10日 ISBN 978-4-86176-531-5)
4. 季節はずれの幽霊騒動 (2010年1月8日 ISBN 978-4-591-11485-8)
5. タクトVSムー! 日本一の小学生探偵を探せ!?〈上〉 (2010年12月 ISBN 978-4-591-12208-2)
6. タクトVSムー! 日本一の小学生探偵を探せ!?〈下〉 (2011年3月 ISBN 978-4-591-12391-1)
7. 未来と拓斗の神隠し (2011年9月 ISBN 978-4-591-12577-9)

## 図書館版
通常版とは別に、図書館向けに作られた物も存在する。こちらはハードカバー仕様となっている。

### 第1期
1. IQ探偵ムー そして、彼女はやってきた。 (2007年3月 ISBN 978-4-591-09687-1)
2. IQ探偵ムー 帰ってくる人形 (2007年3月 ISBN 978-4-591-09688-8)
3. IQ探偵ムー アリバイを探せ! (2007年3月 ISBN 978-4-591-09689-5)
4. IQ探偵ムー 飛ばない!? 移動教室〈上〉 (2007年3月 ISBN 978-4-591-09690-1)
5. IQ探偵ムー 飛ばない!? 移動教室〈下〉 (2007年3月 ISBN 978-4-591-09691-8)
6. IQ探偵ムー 真夏の夜の夢羽 (2007年3月 ISBN 978-4-591-09692-5)
7. IQ探偵タクト 密室小学校 (2007年3月 ISBN 978-4-591-09693-2)
8. IQ探偵タクト ダンジョン小学校 (2008年3月 ISBN 978-4-591-10162-9)
9. IQ探偵ムー あの子は行方不明 (2008年3月 ISBN 978-4-591-10163-6)
10. IQ探偵ムー 秘密基地大作戦〈上〉 (2008年3月 ISBN 978-4-591-10164-3)
11. IQ探偵ムー 秘密基地大作戦〈下〉 (2008年3月 ISBN 978-4-591-10165-0)
12. IQ探偵タクト 桜の記憶 (2009年3月 ISBN 978-4-591-10869-7)
13. IQ探偵ムー 時を結ぶ夢羽 (2009年3月 ISBN 978-4-591-10870-3)
14. IQ探偵ムー 浦島太郎殺人事件〈上〉 (2010年4月 ISBN 978-4-591-11567-1)
15. IQ探偵ムー 浦島太郎殺人事件〈下〉 (2010年4月 ISBN 978-4-591-11568-8)
16. IQ探偵ムー 春の暗号 (2010年4月 ISBN 978-4-591-11569-5)
17. IQ探偵ムー バカ田トリオのゆううつ (2010年4月 ISBN 978-4-591-11570-1)
18. IQ探偵タクト 季節はずれの幽霊騒動 (2010年4月 ISBN 978-4-591-11571-8)
19. IQ探偵ムー ムーVSタクト! 江戸の夜に猫が鳴く〈上〉 (2011年4月 ISBN 978-4-591-12356-0)
20. IQ探偵ムー ムーVSタクト! 江戸の夜に猫が鳴く〈下〉 (2011年4月 ISBN 978-4-591-12357-7)
21. 天才推理 IQ探偵シリーズ (全7巻) (2007年3月 ISBN 978-4-591-99863-2)
22. 天才推理 IQ探偵シリーズ (全11巻) (2008年3月 ISBN 978-4-591-99977-6)
23. 天才推理 IQ探偵シリーズ (全13巻) (2009年3月 ISBN 978-4-591-91039-9)
24. 天才推理 IQ探偵シリーズ (既刊18巻) (2010年3月 ISBN 978-4-591-91164-8)
25. 天才推理 IQ探偵シリーズ 第1期 (全20巻) (2011年4月 ISBN 978-4-591-91245-4)

### 第2期
2017年8月現在、「全14巻」ではなく「既刊14巻」の表記となっている。
1. IQ探偵タクト タクトVSムー!日本一の小学生探偵を探せ!? 〈上〉 (2012年4月 ISBN 978-4-591-12840-4)
2. IQ探偵タクト タクトVSムー!日本一の小学生探偵を探せ!? 〈下〉 (2012年4月 ISBN 978-4-591-12841-1)
3. IQ探偵ムー 夢羽、マジシャンになる。〈上〉 (2012年4月 ISBN 978-4-591-12842-8)
4. IQ探偵ムー 夢羽、マジシャンになる。〈下〉 (2012年4月 ISBN 978-4-591-12843-5)
5. IQ探偵ムー 夢羽、海の家へ行く。 (2012年4月 ISBN 978-4-591-12844-2)
6. IQ探偵タクト 未来と拓斗の神隠し (2012年4月 ISBN 978-4-591-12845-9)
7. IQ探偵ムー 恋する探偵 (2013年4月 ISBN 978-4-591-13348-4)
8. IQ探偵ムー 夢羽、脱出ゲームに挑戦! (2013年4月 ISBN 978-4-591-13349-1)
9. IQ探偵ムー スケートリンクは知っていた (2013年4月 ISBN 978-4-591-13350-7)
10. IQ探偵ムー マラソン大会の真実〈上〉 (2014年4月 ISBN 978-4-591-13894-6)
11. IQ探偵ムー マラソン大会の真実〈下〉 (2014年4月 ISBN 978-4-591-13895-3)
12. IQ探偵ムー 自転車泥棒と探偵団 (2014年4月 ISBN 978-4-591-13896-0)
13. IQ探偵ムー ムーVS忍者! 江戸の街をあぶり出せ!? (2014年4月 ISBN 978-4-591-13929-5)
14. IQ探偵ムー おばあちゃんと宝の地図 (2015年4月 ISBN 978-4-591-14417-6)
15. 天才推理 IQ探偵シリーズ第2期 (全6巻) (2012年4月 ISBN 978-4-591-91294-2)
16. 天才推理 IQ探偵シリーズ第2期 (既刊9巻) (2013年4月 ISBN 978-4-591-91378-9)
17. 天才推理 IQ探偵シリーズ第2期 (既刊13巻) (2014年4月 ISBN 978-4-591-91469-4)
18. 天才推理 IQ探偵シリーズ第2期 (既刊14巻) (2015年4月 ISBN 978-4-591-91554-7)